# Specifikált összetettség
A specifikált összetettség William Dembski érve az intelligens tervezés alátámasztására. Dembski szerint a fogalom egy olyan tulajdonság formalizált leírása, amely alkalmas az olyan minták megtalálására, melyek egyszerre specifikáltak és komplexek. Dembski elgondolása az intelligens tervezés egyik központi érve, mely szerint a specifikált összetettség megbízható jele az élet intelligens tervező általi tervezettségének. Dembski és az intelligens tervezettség mozgalmának más tagjai az egyszerűsíthetetlen összetettség mellett gyakran használják ezt az elgondolást, mint az evolúció elleni érvet.
A „specifikált összetettség” nézetét széles körben matematikailag értelmetlennek tartják, és nem épül rá független információelméleti, komplexitáselméleti vagy biológiai kutatómunka sem.
Dembski szerint a specifikált komplexitás akkor van jelen egy konfigurációban, hogyha olyan mintázatot mutat, amely nagy mennyiségű, függetlenül meghatározott információt tartalmaz és egyben komplex is. Demski szóhasználatában akkor komplex egy konfiguráció, ha előfordulásának valószínűsége alacsony. Az alábbi példát hozza fel a fogalom illusztrálására: „Egy önálló betű az ábécéből specifikált, de nem komplex. Egy hosszú mondat, amiben véletlenszerűen vannak a betűk, komplex, de nem specifikált. Egy Shakespeare-szonett egyszerre specifikált és komplex..”
Dembski szerint irányítatlan folyamatok – szerinte az természetes szelekció ilyen – nem képesek létrehozni olyan mintázatokat, melyek ilyen értelemben egyszerre specifikáltak és összetettek, ezért – érvelése szerint – a természetben létező specifikáltan összetett struktúrák egy irányítót implikálnak, mely kialakításukban közrejátszott, s ez a beavatkozás intelligenciát tételez fel ezen irányító részéről. Dembski amellett érvel, hogy a „nincs ingyenebéd”-metódusok alkalmazásával kimutatható, hogy az evolúciós algoritmusok képtelenek magasan specifikált komplex konfigurációk létrehozására.
Wesley Elsberry és Jeffrey Shallit tanulmánya rámutat, hogy „Dembski munkája önellentmondásoktól, szóazonosságra alapuló érveléstől, hibás matematikahasználattól, gyenge kutatómunkától és mások eredményeinek félreértelmezésétől hemzseg”.
Dembski valószínűséggel kapcsolatos számításait a tudományos közösség nem tekinti helyénvalónak. A Harvard Egyetem matematika- és evolúcióbiológia-professzora, Martin Nowak megjegyzi:„Nem számíthatjuk ki a szem megjelenésének valószínűségét. Nincsenek meg az információink az ilyenfajta kalkulációk elvégzésére”.
Kritikusok szerint a „specifikált összetettségre”, mint a tervezettségre utaló jelre példa a nemtudásból merítő érvelésre („Argumentum ad ignorantiam”).